# Барлінг (Арканзас)
Барлінг (англ. Barling) — місто (англ. city) в США, в окрузі Себастьян штату Арканзас. Населення — 4782 особи (2020).

## Географія
Барлінг розташований на висоті 148 метрів над рівнем моря за координатами 35°19′43″ пн. ш. 94°17′1″ зх. д. / 35.32861° пн. ш. 94.28361° зх. д. (35.328558, -94.283571).  За даними Бюро перепису населення США в 2010 році місто мало площу 27,81 км², з яких 26,89 км² — суходіл та 0,92 км² — водойми.

## Демографія
Згідно з переписом 2010 року, у місті мешкало 4649 осіб у 1910 домогосподарствах у складі 1204 родин. Густота населення становила 167 осіб/км².  Було 2061 помешкання (74/км²). 
Расовий склад населення:
| - 85,3 % — білих - 4,7 % — азіатів - 2,1 % — чорних або афроамериканців - 1,9 % — корінних американців - 0,1 % — вихідців з тихоокеанських островів - 2,5 % — осіб інших рас |

До двох чи більше рас належало 3,4 %. Іспаномовні складали 6,8 % від усіх жителів.
За віковим діапазоном населення розподілялося таким чином: 22,3 % — особи молодші 18 років, 61,7 % — особи у віці 18—64 років, 16,0 % — особи у віці 65 років та старші. Медіана віку мешканця становила 40,3 року. На 100 осіб жіночої статі у місті припадало 94,1 чоловіків;  на 100 жінок у віці від 18 років та старших — 90,2 чоловіків також старших 18 років.
Середній дохід на одне домашнє господарство  становив 45 204 долари США (медіана — 36 491), а середній дохід на одну сім'ю — 53 436 доларів (медіана — 46 186). Медіана доходів становила 26 572 долари для чоловіків та 25 505 доларів для жінок. За межею бідності перебувало 18,2 % осіб, у тому числі 46,2 % дітей у віці до 18 років та 9,7 % осіб у віці 65 років та старших.
Цивільне працевлаштоване населення становило 1958 осіб. Основні галузі зайнятості: освіта, охорона здоров'я та соціальна допомога — 24,3 %, виробництво — 19,1 %, будівництво — 9,3 %, мистецтво, розваги та відпочинок — 8,0 %.
За даними перепису населення 2000 року у Барлінгу проживало 4176 осіб, 1122 родини, налічувалося 1599 домашніх господарств і 1697 житлових будинків. Середня густота населення становила близько 73,1 особа на один квадратний кілометр. Расовий склад міста за даними перепису розподілився таким чином: 87,05% білих, 1,39% — чорних або афроамериканців, 1,87% — корінних американців, 5,10% — азіатів, 0,02% — вихідців з тихоокеанських островів, 2,54% — представників змішаних рас, 2,04% — інших народностей. Іспаномовні склали 3,98% від усіх жителів міста.
З 1599 домашніх господарств в 35,2% — виховували дітей віком до 18 років, 53,3% представляли собою подружні пари, які спільно проживають, в 12,6% сімей жінки проживали без чоловіків, 29,8% не мали сімей. 26,5% від загального числа сімей на момент перепису жили самостійно, при цьому 10,3% склали самотні літні люди у віці 65 років та старше. Середній розмір домашнього господарства склав 2,54 особи, а середній розмір родини — 3,07 особи.
Населення міста за віковим діапазоном за даними перепису 2000 року розподілилося таким чином: 26,5% — жителі молодше 18 років, 8,7% — між 18 і 24 роками, 30,3% — від 25 до 44 років, 21,8% — від 45 до 64 років і 12,7% — у віці 65 років та старше. Середній вік мешканця склав 36 років. На кожні 100 жінок в місті припадало 86,9 чоловіків, у віці від 18 років та старше — 85,9 чоловіків також старше 18 років.
Середній дохід на одне домашнє господарство в місті склав 37 605 доларів США, а середній дохід на одну сім'ю — 41 421 долар. При цьому чоловіки мали середній дохід в 28 218 доларів США в рік проти 22  936 доларів середньорічного доходу у жінок. Дохід на душу населення в місті склав 16 485 доларів на рік. 10,0% від усього числа сімей в окрузі і 11,9% від усієї чисельності населення перебувало на момент перепису населення за межею бідності, при цьому 15,8% з них були молодші 18 років і 14,3% — у віці 65 років та старше.